# Potridiscus
Potridiscus is een monotypisch geslacht van schimmels uit de orde Helotiales. Het bevat alleen Potridiscus polymorphus.